# عبد القادر الجيلاني
الشيخُ عبدُ القادرِ الجِيلانِيُّ أو الكِيلانِيُّ (470 - 561 هـ / 1077 - 1165 م)، هو أبو محمد عبد القادر بن موسى بن عبد الله الحسني الهاشمي، يعرف ويلقب في التراث المغاربي بالشيخ بوعلام الجِيلاني، وبالمشرق عبد القادر الجِيلاني، ويعرف أيضا ب«سلطان الأولياء»، وهو إمام صوفي وفقيه حنبلي، وكان يفتي على المذهبين الحنبلي والشافعي، لقبه أتباعه بـ«باز الله الأشهب» و«تاج العارفين» و«محيي الدين» و«قطب بغداد». وإليه تنتسب الطريقة القادرية الصوفية.

## نسبه
أبو محمد عبد القادر بن موسى بن عبد الله بن يحيى بن محمد بن داود بن موسى بن عبد الله بن موسى بن عبد الله بن الحسن بن الحسن بن علي بن أبي طالب بن عبد المطلب بن هاشم بن عبد مناف بن قصي بن كلاب بن مرة بن كعب بن لؤي بن غالب بن فهر بن مالك بن قريش بن كنانة بن خزيمة بن مدركة بن إلياس بن مضر بن نزار بن معد بن عدنان.

## أسرته
أنجب عبد القادر عدداً كبيراً من الأولاد فقد بلغ 49 ولداً (27 ذكراً و22 أنثى) إلا أنه فقد في حياته 14 ذكراً و21 فتاةً، فصبر على ذلك صبر الكرام، وقد أعقب من 13 ذكراً عنى بتربيتهم وتهذيبهم على يديه وعُرف منهم:
- عبد الله: أكبر أولاد الشيخ عبد القادر، سمع من ابن الحصين وأبي غالب بن البناء، روى الحديث، ولد في سنة 508 هـ / 1114 م وتوفي في صفر سنة 587 هـ / مارس 1191.[9]
- عبد الوهاب: وكان في طليعة أولاده، والذي درس بمدرسة والده في حياته نيابة عنه، وبعد والده وعظ وأفتى ودرس، وكان حسن الكلام في مسائل الخلاف فصيحاً ذا دعابة وكياسة، ومروءة وسخاء، وقد جعله الخليفة العباسي أحمد الناصر لدين الله على المظالم فكان يوصل حوائج الناس اليه، وقد توفي سنة 573 هـ ودفن في رباط والده في الحلبة.
- عيسى: الذي وعظ وأفتى وصنف مصنفات منها كتاب «جواهر الأسرار ولطائف الأنوار» في علم الصوفية، قدم مصر وحدث فيها ووعظ وتخرج به من أهلها غير قليل من الفقهاء، وتوفي فيها سنة 573 هـ.
- عبد العزيز: وكان عالماً متواضعاً، وعظ ودرّس، وخرج على يديه كثير من العلماء، وكان قد غزا الصليبين في عسقلان وزار مدينة القدس ورحل جبال الحيال ومنها الجبل المعروف باسمه جبل عبد العزيز، وتوفي فيها سنة 602 هـ.
- عبد الجبار: تفقه على والده وسمع منه وكان ذا كتابة حسنة، سلك سبيل الصوفية، ودفن برباط والده في الحلبة.
- عبد الرزاق: وكان حافظا متقنا حسن المعرفة بالحديث فقيها على مذهب الإمام أحمد بن حنبل، ورعا منقطعاً في منزله عن الناس، لا يخرج إلا في الجمعات، توفي سنة 603 هـ، ودفن بباب الحرب في بغداد.
- إبراهيم: تفقه على يد والده وسمع منه ورحل إلى واسط في العراق، وتوفي بها سنة 592 هـ.
- يحيى: وأمه جارية حبشية، كان فقيهاً محدثاً انتفع الناس به، ورحل إلى مصر ثم عاد إلى بغداد وتوفي فيها سنة 600 هـ، ودفن عند أخيه الشيخ عبد الوهاب برباط والده في الحلبة.
- موسى: تفقه على والده وسمع منه ورحل إلى دمشق وحدّث فيها واستوطنها، ثم رحل إلى مصر وعاد إلى دمشق وتوفي فيها وهو آخر من مات من أولاده.[10]
- صالح: وبه يكنى في أغلب البلدان وذكرته أغلب المصادر المتخصصة في سيرته وهو مدفون قرب والده في بغداد.
- محمد: تفقه على يد والده وسمع منه ومن ابن البناء وأبي الوقت وغيرهم، حدث في بغداد، وتوفي فيها في ذو القعدة سنة 600 هـ، ودفن بمقبرة الحلبة.[11]
- أمة الجبار: هي ابنة الشيخ عبد القادر وتزوجت ابن الشيخ عبد الرحمن الطفسونجي الأسدي.[12]

## مولده ونشأته
ولد في 11 ربيع الثاني سنة 470 هـ/ 1077 م، وهناك خلاف في محل ولادتهِ، حيث توجد روايات متعددة أهمها القول بولادتهِ في جِيلان في شمال بلاد فارس أو طبرستان على ضفاف بحر قزوين، والقول الآخر أنه ولد في جِيلان العراق وهي قرية تاريخية قرب المدائن التي تبعد حوالي 40 كيلو متر جنوب بغداد، وهو القول الذي تعتمده الأسرة الكِيلانية ببغداد، وقد نشأ عبد القادر في أسرة وصفتها المصادر بالصالحة، فقد كان والده أبو صالح موسى معروفاً بالزهد، وكان شعاره مجاهدة النفس وتزكيتها بالأعمال الصالحة، ولهذا كان لقبهُ «محب الجهاد».

## الأحوال في بغداد

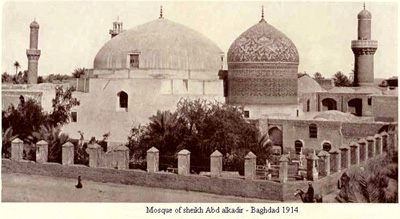
مبنى الحضرة القادرية في عام 1914

كان عبد القادر الجِيلاني قد نال قسطاً من علوم الشريعة في حداثة سنه على أيدي أفراد من أسرته، ولمتابعة طلبه للعلم رحل إلى بغداد ودخلها سنة 488 هـ الموافق 1095م وعمره ثمانية عشر عاماً في عهد الخليفة العباسي المستظهر بالله. وبعد أن استقر في بغداد انتسب إلى مدرسة الشيخ أبو سعيد المخرمي التي كانت تقع في حارة باب الأزج، في أقصى الشرق من جانب الرصافة، وتسمى الآن محلة باب الشيخ.
وكان العهد الذي قدم فيه الشيخ الجِيلاني إلى بغداد تسوده الفوضى التي عمت كافة أنحاء الدولة العباسية، حيث كان الصليبيون يهاجمون ثغور الشام، وقد تمكنوا من الاستيلاء على أنطاكية وبيت المقدس وقتلوا فيهما خلقا كثيرا من المسلمين ونهبوا أموالاً كثيرة. وكان السلطان التركي «بركياروق» قد زحف بجيش كبير يقصد بغداد ليرغم الخليفة على عزل وزيره «ابن جهير» فاستنجد الخليفة بالسلطان السلجوقي «محمد بن ملكشاه» ودارت بين السلطانين التركي والسلجوقي معارك عديدة كانت الحرب فيها سجالا، وكلما انتصر أحدهما على الآخر كانت خطبة يوم الجمعة تعقد باسمه بعد اسم الخليفة.
وكانت فرقة الباطنية قد نشطت في مؤامراتها السرية واستطاعت أن تقضي على عدد كبير من أمراء المسلمين وقادتهم فجهز السلطان السلجوقي جيشاً كبيراً سار به إلى إيران فحاصر قلعة «أصفهان» التي كانت مقراً لفرقة الباطنية وبعد حصار شديد استسلم أهل القلعة فاستولى عليها السلطان وقتل من فيها من المتمردين، وكان «صدقة بن مزيد» من أمراء بني مزيد من قبيلة بني أسد قد خرج بجيش من العرب والأكراد يريد الاستيلاء على بغداد فتصدى له السلطان السلجوقي بجيش كبير من السلاجقة فتغلب عليه. وكان المجرمون وغيرهم من العاطلين والأشقياء ينتهزون فرصة انشغال السلاطين بالقتال فيعبثون بالأمن في المدن يقتلون الناس ويسلبون أموالهم فإذا عاد السلاطين من القتال انشغلوا بتأديب المجرمين.

### الأحوال الاجتماعية
لقد تدهورت الحياة الاجتماعية في القرن السادس الهجري بسبب الفساد السياسي الذي استنزف القدرات الاجتماعية والمادية والمعنوية، كما يرجع الأمر إلى الفتن المختلفة وإلى الأزمات الاقتصادية وانتشار الأوبئة، وهذه العوامل كلها ساهمت في تدمير البنيات الاجتماعية المادية والمعنوية التي كانت من مقومات القوة والنماء، لذلك خربت المدن وانقطعت الطرق وانتشرت السرقة، ولم تسلم منها حتى قوافل الحجاج، حيث يغار عليها جهارا نهارا، لذلك ساءت العلاقات الاجتماعية المختلفة. ويشهد على ذلك ما وقع خلال هذه السنوات:
- ففي سنة 538 هـ زاد أمر العيّارين[23] بسبب ابن الوزير وقاورد بك[24] اللذين كان لهما نصيب مما يأخذه العيارون.[25]
- وفي سنة 552 هـ أغار الجنود الخراسانية على الحجاج الخراسانية وقتلوا منهم نفرا، وسلبوهم أموالهم وأمتعتهم، ولما تقدموا في المسير قليلا، هاجمتهم الإسماعيلية، فقتلوهم إلا من هرب، وقتل منهم كثير من العلماء والزهاد، وتلك مصيبة عظيمة حلت بالحُجاج وبالأمن العام في ذلك الزمان.[26]
- وفي سنة 556 هـ اندلعت فتنة أخرى ببغداد بسبب ابن هبيرة والغلمان والفقهاء، حيث أمر الخليفة بضرب الفقهاء وتأديبهم، فمضى إليهم أستاذ الدار وعاقبهم.[27]
- وفي سنة 581 هـ وقعت فتنة بين التركمان والأكراد في بديار الجزيرة والموصل، قتل فيها خلق كثير، ونهبت الأموال ودامت سنين عديدة، حيث انقطعت فيها الطرق بين بلاد كثيرة، من الشام إلى أذربيجان.[28]
- وفي مطلع القرن السابع الهجري، تواصلت الفتن بين أهل البلاد المختلفة، وكذلك بين أهل الأحياء في المدينة الواحدة، مثل فتنة ببغداد بين أهل باب الأزج وأهل المأمونية،[29] وفتنة بهراة بين أهل السوقين الحدادين والصفارين.[30] وأما الأزمات الاقتصادية فهي لا تعد ولا تحصى، وقد أدت إلى الغلاء الشديد في البلاد الإسلامية كافة، ولم يسلم منها بلد، وقد أدت إلى المجاعة في أحيان كثيرة، فعمت هذه الأزمات البلاد الإسلامية من أقصى الشرق إلى أقصى الغرب، مثل الذي وقع سنة 543 هـ، وهي سنة ولادة الرازي، حيث عم الغلاء جميع البلاد من خراسان إلى العراق وإلى الشام وإلى بلاد أفريقيا.[31]
- وفي سنة 574 هـ اشتد الغلاء أيضا وعم سائر البلاد ودام إلى السنة التالية.[32] وقد دفعت هذه الأزمات الناس إلى أكل الدواب المحرمة والمكروهة، وهناك روايات كثيرة في كتب التاريخ تتحدث عن أكل الآدميين![33]

### الأحوال الطبيعية
ومن الكوارث الطبيعية التي شهدها هذا القرن الزلازل والجفاف والفيضانات، فالزلازل لم تتوقف طوال هذا القرن، وقد اهتم المؤرخون بذكرها ووصف أحوالها وآثارها، وكانت تضرب البلاد الكثيرة وتحدث أضرارا كبيرة في البنايات سواء كانت منازل أو مرافق عامة كالجسور وغيرها. وكذلك كارثة الجفاف التي كانت آثارها وخيمة على معيشة ناس واستقرارهم، لأن انقطاع الأمطار أدى إلى قلة الغلة والمحاصيل ثم إلى الغلاء وإلى ارتحال الناس عن الديار والبلاد، وإلى موت الحيوانات التي هي من المصادر الأساسية لمعاش الإنسان، وقد أسهم ذلك كله في إضعاف المسيرة الحضارية للمسلمين.

### الخلافات الفكرية
كان الصراع الفكري على أشده في هذا القرن بين الفرق الكلامية و  المذاهب الفقهية، وما وقع إنما هو استمرار للاختلاف القديم في مسائل السياسة والعقائد،فقد ظهرعلم الكلام من الاختلاف في الأصول، ونشأ علم الفقه من الاختلاف في الفروع، وكان الاختلاف في الأصول في أربع مسائل كبرى: أولا: الصفات والتوحيد، ثانيا: القضاء والقدر، ثالثا: الوعد والوعيد، ورابعا: النبوة والإمامة. ويتميز القرن السادس الهجري من الناحية الفكرية باتساع موضوع التفكير في العلوم الشرعية، وكذلك الحال في العلوم الأخرى، كالعلوم العقلية والطبيعية والاجتماعية، كما تتميز بكثرة الإنتاج في جميع تلك العلوم، وبنمو سلطة الفرق والمذاهب في ضم وتجنيد الناس في صفوفها.
أما كثرة العلماء المناصرين للفرق والمذاهب فقد عمقت مجال الصراع الفكري وأعطته حماسا كبيرا، ولم تكن غايتهم إلا الانتصار على الخصم. ويتميز هذا القرن أيضا بوجود كثرة الزهاد والمتصوفة، ما يعني أن المسلمين صاروا يندفعون إلى البحث عن الخلاص الفردي لا الجماعي، اندفاعا جعل الحياة الاجتماعية مشلولة، وفتحوا بذلك بابا على مصراعيه أمام اليهود والنصارى، الذين تغلغلوا في وظائف الدولة، وشؤون الحياة المختلفة، ما ساهم في انتشار الأهواء والبدع الذي جعل الخلفاء والأمراء يشعرون بهذا التغلغل، فيأمرون بعزل اليهود والنصارى من دواوين الدولة، مثلما أمر الخليفة العباسي الناصر لدين الله أن لا يستخدم في الديوان يهودي أو نصراني، وأن لا يستعان بهم مهما كانت الحاجة ملحة. مع العلم أن هذه الأوامر الناهية عن استخدام اليهود قليلة.
ونتيجة لسوء الأحوال الاجتماعية سياسيا واقتصاديا مال الناس إلى التقليد ورفضوا الاجتهاد والتجديد، لأن أفهامهم صماء وعقولهم جدباء في هذا العهد، وكان ذلك من علامات بداية الانحطاط. وأدى الصراع الفكري بدوره إلى إثارة فتن دموية في بعض الأحيان، مثل الفتنة التي نشبت بين العلويين الشيعة والشافعية في سنة 554 هـ باستراباذ وفتنة أخرى سنة 560 هـ في أصفهان بسبب التعصب للمذاهب وهي فتنة قتل فيها كثير من الناس. وهذا أما محاكمات العلماء تعسفا وطردهم من البلاد أو حملهم على الخروج منها أو تحريض العامة عليهم أو حرق كتبهم، فلم يسلم منها إلا القليل، ومنها على سبيل المثال لا الحصر، محاكمة الركن عبد السلام بن عبد الوهاب الكِيلاني (548-611 هـ) الذي كان حنبليا، عارفا بالمنطق والفلسفة، وقد اتهم بأقوال الفلاسفة، لذلك وقعت له محنة في عهد الوزير ابن يونس فأحرقت مكتبته في رحبة ببغداد، وخرجت مدرسة جده من يده ويد أبيه عبد الوهاب، وفوضت إلى أبي الفرج ابن الجوزي (ت 597 هـ)، وأدخل السجن مدة ثم أفرج عنه سنة 589 هـ لما قبض على الوزير ابن يونس فرد إليه ما سلب منه.
وهناك أُخرج سيف الدين الآمدي (551-631 هـ) من العراق إلى الشام ثم إلى مصر سنة 592 هـ لأنه متهم بفساد العقيدة ومذهب الفلاسفة لما أظهر من علوم الأوائل، ومرة أخرى انتقل خفية من مصر إلى الشام ولم يكن حظه سعيدا هنالك، حيث عزل عن التدريس وأقام مختفيا في بيته حتى توفى.
هذا في المشرق وأما في المغرب فقد عاش ابن رشد (520-595 هـ) محنة شديدة فأحرقت كتبه وأخرج من قرطبة. وأما فخر الدين الرازي فطرد من بلاد كثيرة بسبب آرائه الفلسلفية والدينية لأنها ليست متحجرة ولا مقلدة، كما كان حال الفقهاء وأشباه العلماء في عصره، وإنما كان مجتهدا ومجددا في العلوم العقلية والنقلية معا، وكان جريئا ومدافعا بقوة عن آرائه. يذكر المؤرخين أن أعظم فتنة وقعت له سنة 595 هـ بهراة، وقد قيل: لما بنى ابن أخت غياث الدين مدرسة له، نزل ذلك كالصاعقة على الكرامية، وفي راوية أخرى: أن الفتنة حصلت بسبب مناظرة الرازي لابن القدوة، وهو مقدم الكرامية ولم تخمد إلا بإخراج الرازي من هراة.
نلاحظ مما سبق أن عصر الجِيلاني يتميز باضمحلال الخلافة العباسية، وتفكك السلطة المركزية إلى دول كثيرة، حيث تتناحر هذه الدول على استقطاب الخلفاء، ويدخلون في حروب فيما بينهم وبين الخليفة، مما أثر سلبا على جميع ميادين الحياة. بالإضافة إلى ذلك فهذا العصر لم ينج من الكوارث الطبيعية الكثيرة كزلازل والجفاف التي اهتم المؤرخون بذكرها وإحصاء الخسائر المترتبة عنها وآثارها على المسيرة الحضارية. كما يتميز أيضا بظهور العلماء الأعلام في كل علم وفن، ويمكن الإشارة إلى أهم الظواهر التي سادت هذا العصر، وإلى العوامل التي كانت سببا في الاضمحلال والتقوقع، وهي بإيجاز:
- هذا العصر مليء بالأحداث المثيرة والعجيبة في الميادين المختلفة.
- هو عصر الاضطرابات السياسية والفكرية والدينية.
- المغول يطرقون الحدود الشرقية، لضعف ملوك وسلاطين المسلمين بسبب تناحرهم فيما بينهم.
- الحروب الصليبية تهدد البلاد الإسلامية غربا وكانت المراكز الحضارية مسرحا لها.
- ملوك المسلمين يستعينون بالأجانب - أي هؤلاء الأعداء من كل جنس ولون - في الحروب التي تقع بينهم.
- البناء الاجتماعي هش وضعيف.
- ظهور خلافات فكرية بين الفرق الكلامية والمذاهب الفقهية.
- الفكر يزدهر ويتنوع بظهور العلماء الأعلام كالجِيلاني وابن الجوزي.[42]

وفي غمرة هذه الفوضى كان الشيخ عبد القادر يطلب العلم في بغداد، ويتفقه على مجموعة من شيوخ الحنابلة كالشيخ أبوسعيد المُخَرِمي، فبرع في المذهب والخلاف والأصول وقرأ الأدب وسمع الحديث من كبار المحدثين. وقد أمضى ثلاثين عاما يدرس فيها علوم الشريعة أصولها وفروعها.

## سفره إلى مدينة بعقوبة
وللشيخ عبد القادر، سفرة ثانية في حياته وهي من بغداد إلى مدينة بعقوبة، بقصد الكسب وقد وصفها بقوله: كان جماعة من أهل بغداد يشتغلون بالفقه فاذا كان أيام الغلة يخرجون إلى الريف يطلبون شيئا من الغلة فقالوا لي يوما أخرج معنا إلى بعقوبة نحصل منها شيئا.... فخرجت معهم وكان في بعقوبة رجل صالح يقال له الشريف البعقوبي فمضيت لأزوره فقال لي: مريدو الحق والصالحون، لا يسئلون الناس شيئا، ونهاني أن أسئل الناس فما خرجت إلى موضع قط بعد ذلك. وكان لهذهِ السفرة وقع بليغ في نفس الشيخ عبد القادر، حيث تركت فيهِ اثرًا عميقًا وعلمته درسًا بليغًا نافعًا، ويظهر من امتناع الجيلي عن السؤال قوة الإرادة الصادقة في الامتثال لقبول النصيحة كما يظهر استعداده للطاعة عند صدور الأمر الصالح.

## جلوسه للوعظ والتدريس

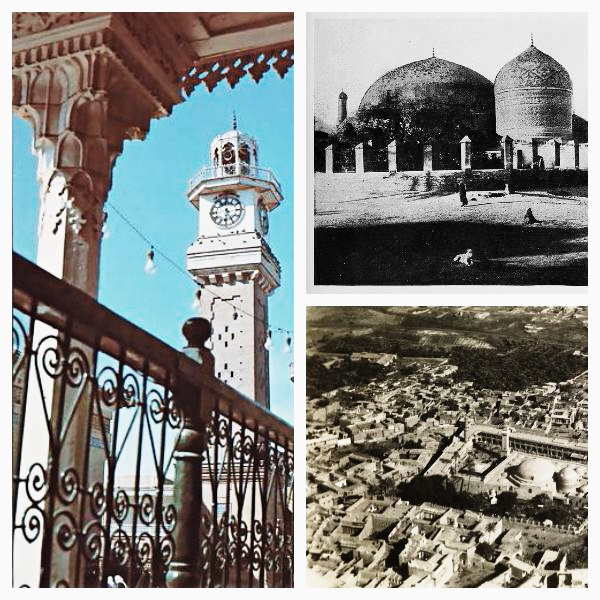
مبنى مدرسة باب الأزج التي تسمى الآن جامع الشيخ عبد القادر وفيها ضريحه ببغداد

عقد الشيخ أبو سعيد المُخَرِمي لتلميذه عبد القادر مجالس الوعظ في مدرسته بباب الأزج في بداية 501 هـ، فصار يعظ فيها ثلاثة أيام من كل أسبوع، بكرة الأحد وبكرة الجمعة وعشية الثلاثاء، ولقد كان أول كلامه: «غوّاص الفكر يغوص في بحر القلب على درر المعارف، فيستخرجها إلى ساحل الصدر، فينادي عليها سمسار ترجمان اللسان، فتشترى بنفائس أثمان حسن الطاعة، في بيوت أذن الله أن ترفع»، واستطاع الشيخ عبد القادر بالموعظة الحسنة أن يرد كثيراً من الحكام الظالمين عن ظلمهم وأن يرد كثيراً من الضالين عن ضلالتهم، حيث كان الوزراء والأمراء والأعيان يحضرون مجالسه، وكانت عامة الناس أشد تأثراً بوعظه، فقد تاب على يديه أكثر من مائة ألف من قطاع الطرق وأهل الشقاوة، وأسلم على يديه ما يزيد على خمسة الآف من اليهود والمسيحيين. والجِيلاني ألتقى بالغزالي وتأثر به حتى أنه ألف كتابه «الغُنية لطالبي طريق الحق» على نمط كتاب «إحياء علوم الدين».
وكان الشيخ عبد القادر يسيطر على قلوب المستمعين إلى وعظه حتى أنه استغرق مرة في كلامه وهو على كرسي الوعظ فانحلت طية من عمامته وهو لا يدري فألقى الحاضرون عمائهم وطواقيهم تقليداً له وهم لايشعرون.
وبعد أن توفي أبو سعيد المبارك المخزومي فوضت مدرسته إلى الشيخ عبد القادر الجِيلاني فجلس فيها للتدريس والفتوى، وجعل طلاب العلم يقبلون على مدرسته إقبالا عظيما حتى ضاقت بهم فأضيف إليها من ما جاورها من المنازل والأمكنة ما يزيد على مثلها وبذل الأغنياء أموالهم في عمارتهم وعمل الفقراء فيها بأنفسهم حتى تم بناؤها سنة 528 هـ الموافق 1133م. وصارت منسوبة إليه.
وكان الشيخ عبد القادر عالما متبصرا يتكلم في ثلاثة عشر علماً من علوم اللغة والشريعة، حيث كان الطلاب يقرأون عليه في مدرسته دروسا من التفسير والحديث والمذهب والخلاف والأصول واللغة، وكان يقرأ القرآن بالقراءات وكان يفتي على مذهب الإمام الشافعي والإمام أحمد بن حنبل وهناك رواية تقول أنه أفتى على مذهب الإمام أبي حنيفة النعمان.

## منهجه في التربية
يضع عبد القادر الجِيلاني لتحقيق ذلك، بالاتصاف بصفات أساسها المجاهدة، والتحلي باعمال عشرة هي :
- لا يحلف المتعلم بالله عز وجل صادقا ولا كاذبا، عامدا ولا ساهيا؛ لأنه إذا احكم ذلك من نفسه، دفعه ذلك إلى ترك الحلف بالكلية، وبذلك يفتح الله له بابا من أنواره يدرك أثره في قلبه، ويمنحه الرفعة والثبات والكرامة عند الخلق.
- أن يجتنب المتعلم الكذب هازلا أو جادا؛ فإذا اعتاد ذلك شرح الله صدره، وصفا علمه، وصار حاله كله صدق وظهر أثر ذلك عليه.
- أن يفي بما يعد، وأن يعمل على ترك الوعد أصلا؛ لأن ذلك أضمن له من الوقوع في الحلف والكذب؛ فإذا فعل ذلك، فتح له باب السخاء، ودرجة الحياء، وأعطي مودة في الصادقين.
- أن يجتنب لعن أي شيء من الخلق، وإيذاء ذرة فما فوقها؛ فذلك من أخلاق الأبرار والصديقين، لأن ثمرة ذلك حفظه من مصارع الهلاك، والسلامة، ويورث رحمة العباد، مع ما يهبه الله من رفيع الدرجات.
- أن يجتنب الدعاء على أحد، وإن ظلمه فلا يقطعه بلسانه، ولا يقابله بقول أو فعل؛ فإن فعل ذلك وجعله من جملة آدابه ارتفع في عين الله، ونال محبة الخلق جميعا.
- أن لا يشهد على أحد من أهل القبلة بشرك، أو كفر، أو نفاق، فذلك أقرب للرحمة، وأقرب لأخلاق السنة، وأبعد من ادعاء العلم، وأقرب إلى رضا الله، وهو باب شريف يورث العبد رحمة الخلق أجمعين.
- أن يجتنب النظر إلى المعاصي، وأن يكف جوارحه عنها، لأن ذلك مما يسرع في ترقية النفس إلى مقامات أعلى، ويؤدي إلى سهولة استعمال الجوارح في الطاعة.
- أن يجتنب الاعتماد على الخلق في حاجة صغرت أو كبرت؛ فإن ذلك تمام العزة للعابدين، وشرف المتقين، وبه يقوى على الأمر بالمعروف والنهي عن المنكر، ويستغني بالله، ويثق بعطائه، ويكون الخلق عنده في الحق سواء، وذلك أقرب إلى باب الإخلاص.
- أن يقطع طمعه من الآدميين، فذاك الغنى الخالص، والعز الأكبر، والتوكل الصحيح؛ فهو باب من أبواب الزهد، وبه ينال الورع.
- التواضع، وبه تعلو المنزلة؛ فهو خصلة أصل الاخلاق كلها، وبه يدرك العبد منازل الصالحين الراضين عن الله في السراء والضراء، وهو كمال التقوى.[47]

## مفرداته
تتجسد أهم هذه المفردات فيما يلي :
- التوحيد : من لا توحيد له ولا إخلاص، لا عمل له. دع عنك الشرك بالخلق، ووحد الحق عز وجل، هو خالق الأشياء جميعها، وبيده الأشياء جميعها، يا طالب الأشياء من غيره ما أنت عاقل. هل شيء ليس هو في خزائن الله عز وجل ؟ أنتم عبيد الخلق ! عبيد الرياء والنفاق ! عبيد الخلق والحظوظ والثناء ! ما فيكم من تحققت له العبودية إلا ن يشاء الله عز وجل : آحاد، أفراد. هذا يعبد الدنيا ويحب دوامها ويخاف زوالها، وهذا يعبد الخلق ويخاف منهم ويرجوهم، وهذا يعبد الجنة يرجو نعيمها ولا يرجو خالقها، وهذا يعبد النار يخاف منها ولا يخاف خالقها. ما الخلق وما الجنة وما النار ومن سواه ؟ قال الله عز وجل “وما امروا إلا ليعبدوا الله مخلصين له الدين حنفاء ”.
- القضاء والقدر : إن جميع الحوادث خيرها وشرها كائنة بقدر الله، ولكن المؤمن مأمور أن يدفع ما قدر من الشر بما قدر من الخير؛ فيزيل الكفر بالإيمان، والبدعة بالسنة، والمعصية بالطاعة، والمرض بالدواء، والجهل بالمعرفة، والعدوان بالجهاد، والفقر بالعمل ... فنازعوا اقدار الحق بالحق للحق، فالرجل هو المنازع للقدر لا الموافق له.
- الإيمان : العمل والإخلاص؛ فالبعمل ينتفي النفاق، وبالإخلاص ينتفي الرياء، والإخلاص المقصود، هو التوجه بالعمل لله وحده ... المؤمن بصره الله بعيوب الدنيا بطريق الكتاب والسنة فجاءه الزهد.. فحينئذ لا تضره عمارة الدنيا ولو بنى ألفا من الدور؛ لأنه يبني لغيره لا له، يتمثل أمر الله في ذلك، ويوافق قضاءه وقدره، يقيمه في خدمة الخلق وإيصال الراحة إليهم، ويواصل الضياء بالظلام في الطبخ والخبز، ولا يأكل من ذلك ذرة. يصير له طعام يخصه لا يشاركه فيه غيره.
- الأمر بالمعروف والنهي عن المنكر : إذا دعوت الخلق ولست على باب الحق، كان دعاؤك لهم وبالا عليك، كلما تحركت بركت، وكلما طلبت الرفعة اتضعت؛ فأنت لسان بلا حنان، وظاهر بلا باطن، وجولة بلا صولة، سيفك من خشب، وسهامك من كبريت.[48]

## شروط الشيخ المرشد عنده
قال الشيخ عبد القادر الجِيلاني في القصيدة العينية:
لقد أسس الجِيلاني طريقته وفق الكتاب والسنة ووضع لها ضوابط شرعية حتى لا يكثر الشطط والنقصان والتغيير والابتداع ويدعي المشيخة من يقدر ومن لا يقدر ومن يعلم ومن لا يعلم. فوضع الشيخ ضوابط وشروط ينبغي أن تتوفر بالشيخ المرشد الذي يتصدر للإرشاد وهذه الشروط هي:
لقد بين الشيخ في هذه الأبيات بعض شروط الشيخ المربي وهي خمس. فإن لم تتوفر فيه فليس لديه الأهلية للإرشاد وهذه الشروط هي:
- أن يكون عالماً بأحكام الشريعة والدين عالم بالحلال والحرام عالم بحدود الشرع وعالم بالسنة النبوية وعالم بما علم من الدين بالضرورة وهذا معنى قول الشيخ (عليم بأحكام الشريعة ظاهراً)
- أن يكون عالماً بعلم الحقيقة والطريقة وعالم بأحوال القلوب والنفوس وطرق تزكيتها وخبير بأحوال السالكين وتدرجهم في الطريق إلى الله ويكون قد أخذ هذا العلم من شيخ مرشد كامل عبر سند متصل إلى رسول الله وهذا معنى قول الشيخ (ويبحث عن علم الحقيقة عن أصل).
- أن يكون كريماً سخياً مع ضيوفه والسخاء من صفات رب العالمين ومن خلق الرسول الكريم والصالحين فلا يليق بالمرشد أن يكون بخيلاً كما جاء في الحديث ما جبل ولي الله إلا على السخاء وحسن الخلق فيكرم ضيوفه ورواد زاويته دون التقصير بحق ضيافتهم وأن تدوم البسمة على وجهه وان يكون رحب الصدر وهذا معنى قول الشيخ (ويظهر للورَّادِ بالبشر والقرى).
- أن يكون متواضعاً للمؤمنين يخضع لهم بالقول والفعل وهذه الخصلة هي من خصال النبي حيث أمره الله فقال له (وَاخْفِضْ جَنَاحَكَ لِلْمُؤْمِنِينَ).[50] وكان الشيخ عبد القادر الجِيلاني معروفاً بتواضعه للفقراء وكان يجلس معهم ويطاعمهم ويتجنب مجالسة الأغنياء والكبراء والأمراء والوزراء إلا إذا أراد نصح لهم وهذا معنى قول الشيخ (ويخضع للمسكين بالقــول والفعل).
- أن يكون قد ناجحاً في تربية المريدين وتزكية نفوسهم ولن يكون له هذا إلا إذا كان قد زكى نفسه قبل ذلك على يد شيخ خبير بارع وأن يكون قد أذن له بالإرشاد والمشيخة من قبل شيخه وفق سند متصل وهذا معنى قول الشيخ (يهذب طلاب الطريق ونفسه مهذبة من قبل ذو كرم كلي).[51][52]

وينتشر أتباع المدرسة التربوية القادرية في كثير من البلاد أشهرها سوريا وتركيا والعراق والمغرب والجزائر وموريتانيا والسنغال وفلسطين ولبنان وموزمبيق والكاميرون ونيجيريا والصين وفرنساوبلجيكاوالاتحاد السوفيتي وغانا وإيران والجزائر والسودان والنيجر ومالي وغينيا وتشاد وأفغانستان وباكستان والصومال وأندونيسيا ويوغسلافيا ومصر وتونس وماليزياوارتيريا.

## موقفه من حكام عصره
استطاع الشيخ عبد القادر بالموعظة الحسنة أن يردَّ كثيراً من الحكام الظالمين عن ظلمهم وأن يردَّ كثيراً من الضالين عن ضلالتهم وخصَّ الحاكمين بانتقاداته وحذّر الناس من الانصياع لهم بما يخالف الشريعة يقول في أحد مجالسه «صارت الملوك لكثير من الخلق آلهة. قد صارت الدنيا والغنى والعافية والحول والقوة آلهة، ويحكم جعلتم الفرع أصلاً، المرزوق رازقاً، والمملوك مالكاً، الفقير غنياً، العاجز قويا والميت حياً.. إذا عَّظمت جبابرة الدنيا وفراعينها وملوكها وأغنياءها ونسيت الله عز وجل ولم تعظِّمه، فحكمك حكم من عبد الأصنام، تصيّر مَنْ عظّمتَ صنمَك»، وانتقد الولاة والموظفين الذين يجتهدون في تنفيذ أوامر السلاطين دون تحرز ولم تتوقف انتقادات الشيخ عبد القادر للحكام عند المواعظ العامة، وإنما تناولت المواقف الخاصة التي تبرز فيها انحرافات أو مظالم، ففي عام 541ه /1146م ولّى الخليفة محمد المقتفي لأمر الله يحيى بن سعيد المعروف بابن المرجم القضاء. فمضى الأخير في ظلم الرعايا ومصادرة الأموال وأخذ الرشاوي، فكتبت ضده المنشورات وألصقت في المساجد والشوارع دون أن يستطيع أحد أن يجهر بمعارضته. ويذكر سبط ابن الجوزي أن الشيخ عبد القادر، اغتنم وجود الخليفة في المسجد وخاطبه من على المنبر قائلاً «وليت على المسلمين أظلم الظالمين وما جوابك غداً عند رب العالمين»، فعزل الخليفة القاضي المذكور ولقد تكررت هذه المواقف مع الوزراء والرؤساء والحجاب، وتذكر المصادر التاريخية أن هؤلاء كانوا يستمعون لملاحظات الشيخ عبد القادر لاعتقادهم بصلاحه وصدق أغراضه، فلقد حرص الشيخ عبد القادر على أن يبقى بعيداً عن مواطن الشبهات أو التقرب للحكام، فقد ذكر عنه أنه ما ألمّ بباب حاكم قط.

## جهوده في إعداد جيل صلاح الدين
قام بحركة تجديدية في بث روح الإيمان وفتح مدرسته ببغداد معتمداً فيها على الوقف الخيري، تغذية وسكن لرواد المدرسة، ثم انطلق رواد المدرسة في سائر أقاليم العالم الإسلامي وعلى نفس المدرسة نهجاً وممارسة، فتحوا قرابة “400” مدرسة، وكان الشعار هو “لكلّ مذهبه الفقهي والفكري وهدفنا واحد هو تحرير القدس من نير الاحتلال الصليبي” الذي جثم عليها قرابة “90” عاماً لقد اعتمد الجِيلاني منهجاً سلوكياً في التزكية ـ صناعة الإنسان على مائدة الإيمان ـ وفعلاً نجح الجِيلاني في إعداد جيل “الرواد” الذين حملوا الفكرة ثم نشروها عبر مدارسهم في سائر الأقاليم فظهر جيل جديد من الجنسين حيث سجل التاريخ نساءً بدرجة الإفتاء في الشام “فقط في الفترة التي تولى فيها صلاح الدين الأيوبي” بلغ العدد “800” امرأة خريجات مدرسة الجِيلاني الأصلية أو فروعها! ليأتي صلاح الدين على قمة جيل يفور حيوية وتضحية، منسجم الرؤية “في قواسم مشتركة” أبرزها تطهير القدس من رجس الاحتلال وكذا احترام الآخر أياً كان مذهبه الفكري أو الفقهي، وكذا الزهد في الدنيا ـ بأن يجعلوها في اليد لافي القلب وهذا أكد عليه الجِيلاني في خطابه تكراراً أو مراراً ودعا للأخذ بالأسباب مخالفاً ومحارباً لما كان قد ترسخ في الخطاب الصوفي المنحرف، مؤكداً أن ترك الأسباب مخالف للشريعة، إذ لا فرق بين تارك الأخذ بالأسباب وتارك الصلاة التي تعد من أقوى الأسباب المانعة من الوقوع في الفحشاء والمنكر، وكذا سائر الشعائر التعبدية.
كما أن الجِيلاني استفاد من تجارب المدارس الإصلاحية التي سبقته كمدرسة أستاذه “أبي حامد الغزالي” التي كانت ضمن المدرسة الفكرية النظامية، حيث كان الداعم لمدرسة الغزالي، الوزير السلجوقي نظام الملك وهنا استفاد الجِيلاني من فكرة المدرسة النظامية وبنفس المنهج التزكوي، الجِيلاني رفع شعاره “لكل مذهبه....في إطار الكتاب والسنة”.

## مؤلفاته
صنف عبد القادر الجِيلاني مصنفات كثيرة في الأصول والفروع وفي أهل الأحوال والحقائق والتصوف، منها ما هو مطبوع ومنها مخطوط ومنها مصوّر، وفيها المنسوب، وترجمت أغلب مؤلفاته إلى اللغات العالمية ولا سيما اللغة الإنجليزية بواسطة (مختار هولاند 1935_2010) منها:
- إغاثة العارفين وغاية منى الواصلين.
- أوراد الجِيلاني.
- آداب السلوك والتوصل إلى منازل السلوك.
- تحفة المتقين وسبيل العارفين.
- جلاء الخاطر.
- حزب الرجاء والانتهاء.
- الحزب الكبير.
- دعاء البسملة.
- الرسالة الغوثية: موجود منها نسخة في مكتبة الأوقاف ببغداد.
- رسالة في الأسماء العظيمة للطريق إلى الله.
- الغُنية لطالبي طريق الحق: وهو من أشهر كتبه في الأخلاق والآداب الإسلامية وهو جزءان.
- الفتح الرباني والفيض الرحماني: وهو من كتبه المشهورة وهو عبارة عن مجالس للشيوخ في الوعظ والإرشاد.
- فتوح الغيب: وهو عبارة عن مقالات للشيخ في العقائد والإرشاد ويتألف من 78 مقالة.
- الفيوضات الربانية: وهكذا الكتاب ليس له ولكنه يحتوي الكثير من أوراده وأدعيته وأحزابه.
- معراج لطيف المعاني.
- يواقيت الحكم.
- سر الأسرار في التصوف: وهو كتاب معروف وتوجد نسخة منه في المكتبة القادرية ببغداد وفي مكتبة جامعة إسطنبول.
- الطريق إلى الله: كتاب عن الخلوة والبيعة والأسماء السبعة.
- رسائل الشيخ عبد القادر: 15 رسالة مترجمة للفارسية يوجد نسخة في مكتبة جامعة إسطنبول.[58]
- المواهب الرحمانية: ذكره صاحب روضات الجنات.
- حزب عبد القادر الجِيلاني: مخطوط توجد نسخة منه في مكتبة الأوقاف ببغداد.
- تنبيه الغبي إلى رؤية النبي: نسخة مخطوطة بمكتبة الفاتيكان بروما.
- الرد على الرافضة: منسوب له وهو لمحمد بن وهب نسخة مخطوطة في المكتبة القادرية ببغداد.
- وصايا الشيخ عبد القادر: موجود في مكتبة فيض الله مراد تحت رقم 251.
- بهجة الأسرار ومعدن الأنوار في مناقب الباز الأشهب: مواعظ للشيخ جمعها نور الدين أبو الحسن علي بن يوسف اللخمي الشطنوفي.
- تفسير الجِيلاني: مخطوط في مكتبة رشيد كرامي في طرابلس الشام.
- الدلائل القادرية.
- الحديقة المصطفوية: مطبوعة بالفارسية والأردية.
- الحجة البيضاء.
- عمدة الصالحين في ترجمة غنية الصالحين.
- بشائر الخيرات.
- ورد الشيخ عبد القادر الجِيلاني.
- كيمياء السعادة لمن أراد الحسنى وزيادة.
- المختصر في علم الدين.
- مجموعة خطب.[59]

## مختارات من كلامه
- قال : طِر إلى الحق بجناحى الكتاب والسنة.
- وقال: أقمت في صحراء العراق وخرائبه خمسًا وعشرين سنة مجرداً سائحاً، لا أعرف الخلق ولا يعرفونني .. ، ومكثت سنة في خرائب المدائن آخذ نفسي بطريق المجاهدات .[60]
- وقال: أخرجوا الدنيا من قلوبكم إلى أيديكم فإنها لا تضرُّكم.
- وقال : الاسم الأعظم أن تقول الله وليس في قلبك سواه.
- وقال : كونوا بوَّابين على باب قلوبكم، وأدخلوا ما يأمركم الله بإدخاله، وأخرجوا ما يأمركم الله بإخراجه، ولا تُخلوا الهوى قلوبكم فتهلكوا.
- وقال : لا تظلموا أحداً ولو بسوء ظنِّكم فإنَّ ربَّكم لا يجاوز ظلم ظالم.
- وقال : كلَّما جاهدتَ النفسَ وقتلتها بالطاعات حييت وكلَّما أكرمتها ولم تنهها في مرضاة الله ماتت قال وهذا هو معنى حديث رجعنا من الجهاد الأصغر إلى الجهاد الأكبر.
- وقال : ليس الرجل الذي يُسلّم للأقدار، وإنما الرجل الذي يدفع الأقدار بالأقدار.
- وقال : اعمل الخير لمن يستحق ولمن لا يستحق والاجر على الله.
- وقال : فتشت الأعمال كلها، فما وجدت فيها أفضل من إطعام الطعام، أود لو أن الدنيا بيدي فأطعمها الجياع.
- وقال : لا تثق بمودة إنسان حتى ترى موقفه منك أيام الشدة.
- وقال : ثلاث امور تضيّع بها وقتك: التحسّر على ما فاتك لأنه لن يعود، ومقارنة نفسك بغيرك لأنه لن يفيد، ومحاولة إرضاء كل الناس لأنه لن يكون
- وقال : إذا ملأت عقلك بصغائر الأمور فلن يبقى فيه مكان لكبارها فالعقل كالحقل إن لم تتعاهده بالنباتات الجيدة نمت فيه الحشائش الضارة.
- وقال : علامة إخلاصك أنك لا تلتفت إلى حمد الخلق، ولا إلى ذمهم، ولا تطمع فيما في أيديهم، بل تعطي الربوبية حقها، تعمل للمنعم لا للنعمة، للمالك لا للملك، للحق لا للباطل.
- وقال : إن الطيور لا تطير الا في سرب يشبهها، فابحث دائماً عن سربك حتى تطير بحرية، فمن كان مثلك سيحملك إن كسر جانحك، أما من ليس من سربك فسيأكلك إن رآك ضعيفاً.
- وتنسب له : «لقمة في بطن جائع خير من بناء ألف جامع... وخير ممن كسا الكعبة وألبسها البراقع... وخير ممن قام لله راكع... وخير ممن جاهد للكفر بسيف مهند قاطع... وخير ممن صام الدهر والحر واقع... وإذا نزل الدقيق في بطن جائع له نور كنور الشمس ساطع... فيــــــا بشرى لمن أطعم جائع».[61]

## شعره
"لم يكن الجِيلاني شاعرا بالمعنى الدقيق لهذه الكلمة، وإنما كان الشعر عنده أداة تناسب التعبير عن المعاني الصوفية الدقيقة، لا تكمن في قيمتها الأدبية، بقدر ماترجع إلى خطورتها في التعبير عن الحقائق الصوفية والتي إختبأت بين حروف الكلمات، ويشار إليها تلويحا وتلميحا لنفس الأسباب، التي جعلت شعر الصوفية رمزياً، ولابد من الإشارة إلى أن بعض القصائد المنسوبة إلى الجِيلاني، غير صحيحة في نسبتها إليهِ، وذلك لما حوته من خروج على المنهج المعروف للجِيلاني الملتزم.
ومن أجمل قصائد ديوان الجِيلاني رائعته المعروفة باسم «بلبل الأفراح»، وهي تعبير «كما يقول الشاعر فالح الكِيلاني الذي قام بشرح ديوان الجِيلاني» عن فرط المحبة وفيضان الوجد، وقد عمد الجِيلاني فيها إلى الرمزية الصوفية، التي طالما أشار بها الصوفية لمعانيهم الذوقية.

## نثره
لقد تعددت موضوعات النثر عند الشيخ عبد القادر الجِيلاني فكانت عبارة عن خطب ووصايا ورسائل وحكم وأقوال وأدعية ومناجاة ومحاورات وأهتم في أكثرها بموضوعات يكثر فيها القول عن التصوف السليم وأحواله ومقاماته وعن المناجاة والحب الإلهي والورع والتقوى، هذا فضلا عن مؤلفاته الكثيرة وأقواله التي تنم عن فكر واسع ومنهج سليم وخطوات متوازنة في التأليف والكتابة، ومن روائع خطبه التي يتجلى فيها أسلوبه «أيها الناس، يا ابن آدم، عش ماشئت في الدنيا فإن الموت سيأتيك، وشيد القصور ما أردت فإن التراب سيواريك، وأحبب الدنيا ما أستطعت فأنك ستفارقها وهي تعاديك، وأعمل ما أستطعت فإن الله بعملك سيجازيك، وأضحك ما قدرت، ففراق الأحباب يحزنك ويبكيك، يا ابن آدم أقتنع من الدنيا بمنزل يأويك ورزق يكفيك، ولاتكسل من طلب الرزق، فإن الذي تكفل به يطعمك ويسقيك، ولو ملكت الدنيا بأكملها فعن الله لا تغنيك، فأحذر أن تغرك بنعيمها، فأنه يشغلك عن ذكر الله ويلهيك وصالح أعمالك فأنها ستلاقيها وهي تلاقيك».
ومن جميل نثره دعائه «اللهم من لا تراه العيون ولا تخالطه الظنون ولا يصفه الواصفون، ولا يخاف الدوائر، ولا تفنيه العواقب... اللهم اجعل خير عملي خواتمه، وخير أيامي يوم ألقاك فيه، أنك على كل شيء قدير»
لقد اختار الجِيلاني في موضوعاته النثرية الالفاض والمعاني التي تناسب مقام دعوته فظهرت الفاض تنم عن قدرة بلاغية عالية وظهرت معان توضح لنا حسن أختيار المعنى المناسب في المكان المناسب، فكانت الفاظه ومعانيه تشح صدقا عظيما نتج عنه عاطفة متأججه بتأجج الوضع الذي عاصره.

## كتابه الغنية لطالبي طريق الحق
يقع في ثلاث مجلدات، ذكر فيه ثلاثة علوم، فابتدأ بالفقه في باب العبادات ثم العقائد والفرق الإسلامية، ثم الأخلاق والآداب الإسلامية والمواعظ الحسنة (التصوف).
عده بعض الباحثين، من مختصرات كتاب أحياء علوم الدين للغزالي كونه كتب على نفس المنهجية والنفس ولكن الجِيلاني توسع فيه بشكل كبير ووضع فيه جل خبرته العلمية مما جعله مرجعا مقبولا عند العلماء والناس.
سبب تسمية الكتاب بالغنية هو القناعة التي وصل لها الجِيلاني بأن العلم والفقه الحقيقي هو الذي ينعكس على سلوك الإنسان نتيجة يقينه بأن الآخرة خيرٌ من الأولى، وهو بذلك يذم ما يسمى علوماً دينية وتبنى على الإغراق في التفاصيل الفقهية وترتيب المناظرات والفوز بها، وقد قسم الكتاب إلى أربع أجزاء بعد مقدمة عن العلم والتفريق بين أنواعه.
- ربع العبادات كالصلاة والزكاة والحج موضحاً لبعض التفاصيل الدقيقة المتعلقة بأثر العبادات هذه على قلب الإنسان
- ربع العادات كالزواج والعمل لاكتساب الرزق
- ربع المهلكات كالغرور والتكبر وحب الدنيا والجاه والإفراط شهوتي الطعام والجنس وجعلهما باباً واحداً
- ربع المنجيات بدأه بالتوبة وأن حقيقتها معرفة الله ثم الخجل منه فالندم والاعتذار، ثم تكلم عن الصبر والخوف من الله وعبادة التفكر.

معظم ما كتبه الجِيلاني في الغنية يبدأ عادة بشرح واستدلال بآية من القرآن الكريم ثم بحديث ثم بأخبار الصحابة ثم بأخبار الصالحين.
إن الجدال والنقاش والرد على استدلالات أصحاب الفرق يعد أبرز معالم منهج الجِيلاني في الغنية. فقد اشتهر بمناظراته لأصحاب الملل والمذاهب المختلفة مثل المعتزلة، والمرجئة، والخوارج، والشيعة، والكرامية، والفلاسفة، وغيرهم، والمتتبع للكتاب يجد كثيراً من رده على أصحاب هذه المذاهب. فقد كان مجادلاً ماهراً حيث كان يثير الأسئلة ويسرد أدلة الخصم بكل دقة وأمانة، ثم يرد عليها وينقضها بأسلوب يتمثل بالعلمية والمنهجية والموضوعية.
قد بنى الجِيلاني كتابه على أربعة أرباع، على النحو الاتي:
| ربع العبادات                          | ربع العادات                         | ربع المهلكات                   | ربع المنجيات                    |
| ------------------------------------- | ----------------------------------- | ------------------------------ | ------------------------------- |
| 1 - العلم                             | 1 - آداب الأكل                      | 1 - شرح عجائب القلب            | 1 - التوبة                      |
| 2 - قواعد العقائد                     | 2 - آداب النكاح                     | 2 - رياضة النفس وتهذيب الأخلاق | 2 - الصبر والشكر                |
| 3 - أسرار الطهارة                     | 3 - آداب الكسب والمعاش              | 3 - آفة الشهوتين               | 3 - الخوف والرجاء               |
| 4 - أسرار الصلاة ومهماتها             | 4 - الحلال والحرام                  | 4 - آفات اللسان                | 4 - الفقر والزهد                |
| 5 - أسرار الزكاة                      | 5 - آداب الألفة والأخوة والصحبة     | 5 -آفات الغضب والحقد والحسد    | 5 - التوحيد والتوكل             |
| 6 - أسرار الصيام                      | 6 - آداب العزلة                     | 6 - ذم الدنيا                  | 6 - المحبة والشوق والأنس والرضا |
| 7 - أسرار الحج                        | 7 - آداب السفر                      | 7 - ذم البخل وذم حب المال      | 7 - النية والصدق والإخلاص       |
| 8 - آداب تلاوة القرآن                 | 8 - آداب السمع والوجد               | 8 - ذم الجاه والرياء           | 8 - المراقبة والمحاسبة          |
| 9 - الأذكار والدعوات                  | 9 - الأمر بالمعروف والنهي عن المنكر | 9 - ذم الكبر والعجب            | 9 - التفكر                      |
| 10 - ترتيب الأوراد وتفصيل إحياء الليل | 10 - آداب المعيشة وأخلاق النبوة     | 10 - ذم الغرور                 | 10 - ذكر الموت وما بعده         |

## مذهبه وعقيدته
كان الجِيلاني يفتي على المذهب الشافعي بالإضافة إلى المذهب الحنبلي لذلك قال عنه النووي: إنه كان شيخ الشافعية والحنابلة في بغداد. ولقد علّق على ذلك أبو عبد الله محمد المسناوي الدلائي (ت 1136هـ) فيما كتبه عن الشيخ قائلاً: «وهذا مما يدل على أنه لم يكن متقيداً بمذهب أحمد حتى في الفروع، وكأنه كان يختار من المذهبين، بمقتضی غزير علمه، وسدید نظره، الأحوط للدين، والأوفق باليقين، كما هو شأن أهل الرسوخ في العلم والتكوين». وقد بين الجِيلاني عقيدته في المقالة التي وردت في آخر كتابه (فتوح الغيب) كما أوردها إسماعيل بن محمد سعيد القادري في كتاب (الفيوضات الربانية في المآثر والأوراد القادرية).

## معنى الباز الأشهب
أبو الثناء شهاب الدين الآلوسي يقول : «معنى الباز الأشهب عند الصوفية : المتمكن في الأحوال، فلا تزحزحه الطوارق عن درجات الرجال، مع الخلق بظاهره ومع الحق بسرائره، رؤيته سنية، وهمته عليّة وهو عون للخائفين وحظ للعارفين، ويتمم جمال الدين فالح الكِيلاني بقوله الباز: طائر جارح طويل الذيل وحاد البصر، يعيش في الغابات، ويصطاد بالانقضاض على الفريسة بسرعة كبيرة من مكان مرتفع ومخفي، والأشهب: الذي غلب البياض على لونه، وهو لقب أطلق على بعض العلماء في التاريخ، ولكنه بات مصطلحا على الجِيلاني، ومثل تمكنه من العلم، كمثل طائر الباز المنقض على فريسته والمعروف بكونه [ «قطب بغداد عند الصوفية» ] صاحب القدح المعلى من ذلك لقب بما ذكر، وكان هو أيضاً يقول : أَنَا بُلْبُلُ الأَفْرَاحِ أَمْلأَ دَوْحَها.... طَرَباً وَفِي الْعَلْيَاءِ بَازٌ أَشْهَبُ»!.

## أقوال العلماء عنه
- قال ابن تيمية: والشيخ عبد القادر ونحوه من أعظم مشايخ زمانهم أمرًا بالتزام الشرع، والأمر والنهي، وتقديمه على الذوق والقدر، ومن أعظم المشايخ أمرًا بترك الهوى والإرادة النفسية.
- قال النووي: ما علمنا فيما بلغنا من التفات الناقلين وكرامات الأولياء أكثر مما وصل إلينا من كرامات القطب شيخ بغداد محيي الدين عبد القادر الجِيلاني، كان شيخ السادة الشافعية والسادة الحنابلة ببغداد وانتهت إليه رياسة العلم في وقته، وتخرج بصحبته غير واحد من الأكابر وانتهى إليه أكثر أعيان مشايخ العراق وتتلمذ له خلق لا يحصون عدداً من أرباب المقامات الرفيعة، وانعقد علية إجماع المشايخ والعلماء بالتبجيل والإعظام، والرجوع إلى قولة والمصير إلى حكمه، وأُهرع إليه أهل السلوك - التصوف - من كل فج عميق. وكان جميل الصفات شريف الأخلاق كامل الأدب والمروءة كثير التواضع دائم البشر وافر العلم والعقل شديد الاقتفاء لكلام الشرع وأحكامه معظما لأهل العلم مُكرِّماً لأرباب الدين والسنة، مبغضاً لأهل البدع والأهواء محبا لمريدي الحق مع دوام المجاهد ولزوم المراقبة إلى الموت. وكان له كلام عال في علوم المعارف شديد الغضب إذا انتهكت محارم الله سبحانه وتعالى سخي الكف كريم النفس على أجمل طريقة. وبالجملة لم يكن في زمنه مثله.[73]
- قال العز بن عبد السلام: إنه لم تتواتر كرامات أحد من المشايخ إلا الشيخ عبد القادر فإن كراماته نقلت بالتواتر.[74]
- قال الذهبي: الشيخ عبد القادر الشيخ العالم الزاهد العارف القدوة، شيخ الإسلام، علم الأولياء، محيي الدين، أبو محمد، عبد القادر بن أبي صالح عبد الله ابن جنكي دوست الجيلي الحنبلي، شيخ بغداد.[75] وقال عنه أيضاً: قدوة العارفين، صاحب المقامات والكرامات.[71]
- قال أبو أسعد عبد الكريم السمعاني: هو إمام الحنابلة وشيخهم في عصره فقيه صالح، كثير الذكر دائم الفكر، وهو شديد الخشية، مجاب الدعوة، أقرب الناس للحق، ولا يرد سائلا ولو بأحد ثوبيه.
- قال ابن حجر العسقلاني الكناني: كان الشيخ عبد القادر متمسكاً بقوانين الشريعة، يدعو إليها وينفر عن مخالفتها ويشغل الناس فيها مع تمسكه بالعبادة والمجاهدة ومزج ذلك بمخالطة الشاغل عنها غالبا كالأزواج والأولاد، ومن كان هذا سبيله كان أكمل من غيره لأنها صفة صاحب الشريعة صلى الله علية وسلم.[76]
- قال ابن قدامة المقدسي: دخلنا بغداد سنة إحدى وستين وخمسمائة فإذا الشيخ عبد القادر بها انتهت إليه بها علما وعملا وحالا واستفتاء، وكان يكفي طالب العلم عن قصد غيره من كثرة ما اجتمع فيه من العلوم والصبر على المشتغلين وسعة الصدر. كان ملئ العين وجمع الله فيه أوصافاً جميلة وأحوالاً عزيزة، وما رأيت بعده مثله ولم أسمع عن أحد يحكي من الكرامات أكثر مما يحكى عنه، ولا رأيت احداً يعظمه الناس من أجل الدين أكثر منه.[77]
- قال ابن رجب الحنبلي: عبد القادر بن أبي صالح الجيلي ثم البغدادي، الزاهد شيخ العصر وقدوة العارفين وسلطان المشايخ وسيد أهل الطريقة، محيي الدين ظهر للناس، وحصل له القبول التام، وانتصر أهل السنة الشريفة بظهوره، وانخذل أهل البدع والأهواء، واشتهرت أحواله وأقواله وكراماته ومكاشفاته، وجاءته الفتاوى من سائر الأقطار، وهابه الخلفاء والوزراء والملوك فمن دونهم.[78]
- قال الحافظ ابن كثير: الشيخ عبد القادر الجيلي، كان فيه تزهد كثير وله أحوال صالحة ومكاشفات.[79]
- قال اليافعي: قطب الأولياء الكرام، شيخ المسلمين والإسلام ركن الشريعة وعلم الطريقة، شيخ الشيوخ، قدوة الأولياء العارفين الأكابر أبو محمد عبد القادر بن أبي صالح الجيلي ونور ضريحه، تحلى بحلي العلوم الشرعية وتجمل بتيجان الفنون الدينية، وتزود بأحسن الآداب وأشرف الأخلاق، قام بنص الكتاب والسنة خطيبا على الأشهاد، ودعا الخلق إلى الله سبحانه وتعالى فأسرعوا إلى الانقياد، وأبرز جواهر التوحيد من بحار علوم تلاطمت أمواجها، وأبرأ النفوس من أسقامها وشفى الخواطر من أوهامها وكم رد إلى الله عاصياً، تتلمذ له خلق كثير من الفقهاء.[80]
- قال الشعراني: طريقته التوحيد وصفاً وحكما وحالا وتحقيقه الشرع ظاهرا وباطناً.[81]
- قال أحمد الرفاعي: الشيخ عبد القادر من يستطيع وصف مناقبه، ومن يبلغ مبلغة، ذاك رجل بحر الشريعة عن يمينه، وبحر الحقيقة عن يساره من أيهما شاء اغترف، لا ثاني له في وقتنا هذا.[82]
- قال الشيخ بقا بن بطو: كانت قوة الشيخ عبد القادر الجِيلاني في طريقته إلى ربة كقوى جميع أهل الطريق شدة ولزوما وكانت طريقته التوحيد وصفا وحكما وحالاً.[83]
- قال ابن السمعاني عنه: إمام الحنابلة وشيخهم في عصره، فقيه صالح، ديِّن خيِّر، كثير الذكر، دائم الفكر، سريع الدمعة.
- قال عنه محيي الدين ابن عربي: وبلغني أن عبد القادر الجيلي كان عدلاً قطب وقته.[84]

كما أشاد به سبط ابن الجوزي الحنفي في كتابه (مرآة الزمان في تاريخ الأعيان).

## وفاته

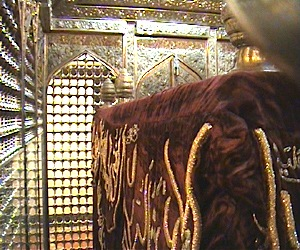
ضريح الإمام عبد القادر الجِيلاني

توفي الجِيلاني ليلة السبت 10 ربيع الثاني سنة 561 هـ، جهزه وصلى عليه ولده عبد الوهّاب في جماعة من حضر من أولاده وأصحابه، ثم دفن في رواق مدرسته، ولم يفتح باب المدرسة حتى علا النهار وهرع الناس للصلاة على قبره وزيارته، وبلغ تسعين سنة من عمره.
نقل جمال الدين فالح الكِيلاني في كتابه جغرافية الباز الأشهب عن العلامة سالم الالوسي، ان الرئيس أحمد حسن البكر في بداية حكمه، طالب إيران باسترجاع رفات الخليفة هارون الرشيد، كونه رمز لبغداد في عصرها الذهبي، وذلك بدعوة وحث من عبد الجبار الجومرد وزير الخارجية العراقي السابق في عهد عبد الكريم قاسم، ولكن إيران امتنعت، وبالمقابل طلبت استرجاع رفات الشيخ عبد القادر الكِيلاني، كونه من مواليد كِيلان في إيران، وعندها طلب الرئيس من العلامة مصطفى جواد، بيان الامر، فأجاب مصطفى جواد: ان المصادر التي تذكر ان الشيخ عبد القادر مواليد كِيلان في إيران، مصادر تعتمد رواية واحدة وتناقلتها بدون دراسة وتحقيق، اما الاصوب فهو من مواليد قرية تسمى (الجيل) قرب المدائن، ولاصحة كونه من إيران أو ان جده اسمه جِيلان، وهو ما اكده العلامة حسين علي محفوظ في مهرجان جلولاء الذي اقامه اتحاد المؤرخين العرب وكان الالوسي حاضرا أيضا سنة 1996، وفعلا أبلغت مملكة إيران بذلك ولكن بتدخل من دولة عربية اغلق الموضوع.، بل في عام 1958م و1960م ذُكرتْ نُسبته إلى الجيلي فقط حيناً، ولم يُكتب (الكِيلاني) إلا بين قوسين.

## رثاءه
وقيل في رثاء الشيخ عبد القادر قصيدة لنصر النميري قالها غداة دفن الشيخ عبد القادر، فيها دلالات على مكانة الجِيلاني في الفقه والتصوف، فمنها قوله:

## مقالات ذات صلة
| - الصوفية. - الطريقة القادرية. - الطريقة القادرية البودشيشية. - الفقه الإسلامي. - محي الدين ابن عربي. - أبو حامد الغزالي. - ابن عطاء الله السكندري. - زكريا الأنصاري. | - النووي. - إحياء علوم الدين. - الحكم العطائية. - جغرافية الباز الاشهب (كتاب). - أهل الخطوة. - جيلان (العراق). |